# صنایع داروسازی

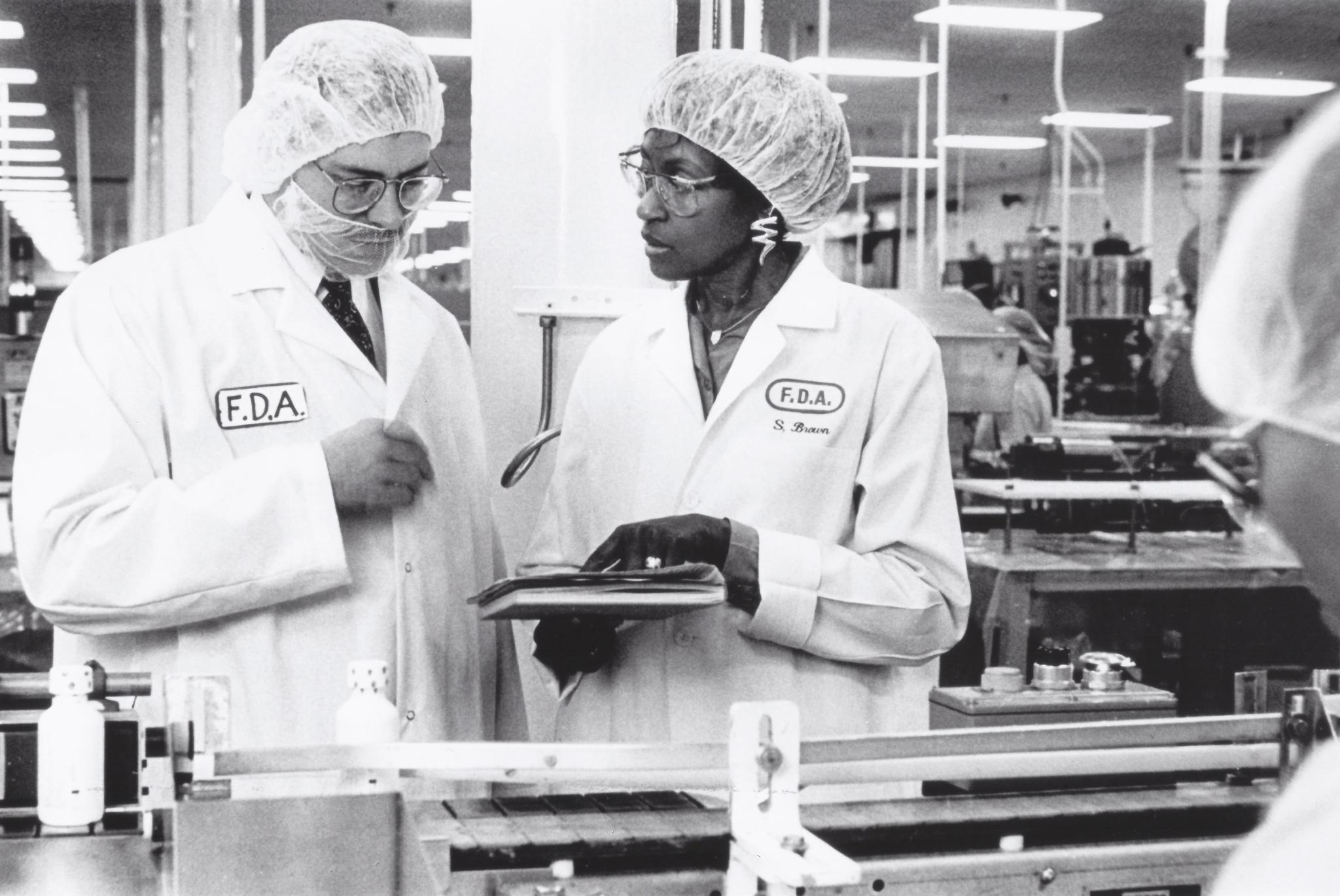
یک بازرسی تولیدکننده دارو توسط بازرسان سازمان غذا و داروی آمریکا (FDA)

صنایع داروسازی (به انگلیسی: Pharmaceutical Industry) در زمینه اکتشاف، توسعه، تولید و بازاریابی داروها و تجویز آن‌ها به بیماران، جهت درمان، واکسینه کردن، یا تسکین علائم آن‌ها فعالیت می‌کنند. این صنایع مشمول قوانین و مقررات مختلفی هستند که حق ثبت اختراع، آزمایش، ایمنی، اثربخشی و بازاریابی داروها را کنترل می‌کنند.
مواد اولیه به‌کاررفته در ساخت داروها، خود توسط صنایع شیمیایی یا توسط زیست‌فناوری تولید می‌شوند.
در سال۲۰۱۸ ، آلمان با ۵۶٫۹ میلیارد دلار صادرات، بزرگ‌ترین صادرکننده دارو در جهان بوده و ۱۴٫۵٪ از ارزش کل صادرات جهانی دارو، با ارزش ۳۹۲٫۹ میلیارد دلار، را به خود اختصاص داده‌است. پس از آن به ترتیب سوئیس با ۴۷٫۸ میلیارد دلار (۱۲٫۲٪)، هلند با ۳۱٫۱ میلیارد دلار (۷٫۹٪)، بلژیک با ۲۹ میلیارد دلار (۷٫۴٪) فرانسه با ۲۶٫۶ میلیارد دلار (۶٫۸٪)، ایتالیا با ۲۴٫۸ میلیارد دلار (۶٫۳٪) و آمریکا با ۲۴٫۳ میلیارد دلار (۶٫۲٪) قرار دارند.

## فروش جهانی
در سال ۲۰۱۱، در شرایطی که رشد تا حدودی در اروپا و آمریکای شمالی کاهش یافت، هزینه‌های جهانی تهیه داروهای تجویزی از ۹۵۴ میلیارد دلار فراتر رفت. آمریکا با ۳۴۰ میلیارد دلار فروش سالانه بیش از یک سوم بازار جهانی داروسازی را به خود اختصاص داده‌است و اتحادیه اروپا و ژاپن پس از آن قرار دارند. بازارهای نوظهور مانند چین، روسیه، کره جنوبی و مکزیک از این بازار پیشی گرفتند و رشد ۸۱ درصدی را تجربه کردند.
بر اساس آمارهای سال ۲۰۰۸ مهم‌ترین شرکت‌های داروسازی جهان به شرح زیر هستند.
| رتبه | شرکت                  | فروش (بر حسب میلیون دلار) | شعبه اصلی     |
| ---- | --------------------- | ------------------------- | ------------- |
| ۱    | فایزر                 | ۴۳٬۳۶۳                    | ایالات متحده  |
| ۲    | گلاکسواسمیت‌کلاین      | ۳۶٬۵۰۶                    | پادشاهی متحده |
| ۳    | نوارتیس               | ۳۶٬۵۰۶                    | سوئیس         |
| ۴    | سانوفی                | ۳۵٬۶۴۲                    | فرانسه        |
| ۵    | آسترازنکا             | ۳۲٬۵۱۶                    | پادشاهی متحده |
| ۶    | هوفمان-لا روش         | ۳۰٬۳۳۶                    | سوئیس         |
| ۷    | جانسون اند جانسون     | ۲۹٬۴۲۵                    | ایالات متحده  |
| ۸    | مرک و کو.             | ۲۶٬۱۹۱                    | ایالات متحده  |
| ۹    | آزمایشگاه ابوت        | ۱۹٬۴۶۶                    | ایالات متحده  |
| ۱۰   | ایلای لی‌لی اند کامپنی | ۱۹٬۱۴۰                    | ایالات متحده  |
| ۱۱   | امژن                  | ۱۵٬۷۹۴                    | ایالات متحده  |
| ۱۲   | وایت                  | ۱۵٬۶۸۲                    | ایالات متحده  |
| ۱۳   | بایر                  | ۱۵٬۶۶۰                    | آلمان         |
| ۱۴   | صنایع دارویی تیوا     | ۱۵٬۲۷۴                    | اسرائیل       |
| ۱۵   | تاکدا                 | ۱۳٬۸۱۹                    | ژاپن          |

## داروسازی در ایران
ارزش واردات دارو در ایران در سال ۲۰۱۸ برابر ۱٫۸ میلیارد دلار و ارزش صادرات دارو توسط ایران برابر ۱۶۱ میلیون دلار بوده است.

### فهرست شرکت‌های داروسازی ایران
| - داروسازی رها اصفهان - داروسازی جابر ابن حیان - گروه دارویی سبحان - داروپخش - داروسازی تهران شیمی - داروسازی عبیدی - داروسازی سیناژن - داروسازی نانو حیات دارو - داروسازی رازک - داروسازی ایران دارو - گل دارو - داروسازی امین - فناوری زیستی کیمیا - داروسازی مهردارو | - تولید دارو - گروه دارویی برکت - داروسازی اکسیر - داروسازی راموفارمین - داروسازی ابوریحان - داروسازی تهران دارو - داروسازی دانا - داروسازی اسوه - داروسازی قاضی - لابراتوارهای سینا دارو - سبحان دارو - صنایع شیمیایی کیمیاگران امروز | - آریوژن - پارس دارو - فراورده‌های دارویی نوترکیب - داروسازی البرز دارو - داروسازی حکیم - داروسازی باختر بیوشیمی - شیرین دارو - داروسازی زاگرس فارمد پارس - داروسازی آوه سینا (هلدینگ) - داروسازی بهسا - شهرک صنعتی دارویی برکت - شرکت داروسازی روناک |